# Un Dia (One Day)
"Un Dia (One Day)" (estilizado em letras maiúsculas) é uma canção gravada pelo cantor colombiano J Balvin, a cantora inglesa Dua Lipa, o cantor porto-riquenho Bad Bunny e o produtor porto-riquenho Tainy. Foi lançada pela Universal Records em 23 de julho de 2020.

## Antecedentes e lançamento
Em maio de 2020, um vídeo de 9 segundos de uma canção intitulada "One Day" de Lipa, Balvin e Bad Bunny vazou na internet. O vídeo continha uma batida reggaeton e os vocais de Lipa. Havia rumores de que a canção seria lançada em junho desse ano. Em junho, Balvin, Lipa, Bad Bunny e Tainy registraram uma canção intitulada "Plateado" no American Society of Composers, Authors and Publishers (ASCAP). Em 21 de julho de 2020, os cantores anunciaram que seria intitulada "One Day (Un Dia)". A canção foi lançada em 23 de julho de 2020.

## Composição e letra
"Un Dia (One Day)" é uma canção house, pop e reggaeton, com melodias de dream pop e toques de dancehall.

## Videoclipe
O videoclipe de "Un Dia (One Day)" foi dirigido por Stillz, produzido por Neon16, e estrelado por Úrsula Corberó.